# رامی شابان
رامی شابان (عربی: رامي شعبان؛ زادهٔ ۳۰ ژوئن ۱۹۷۵) یک بازیکن فوتبال اهل سوئد است.

## تیم ملی
وی همچنین در تیم ملی فوتبال سوئد بازی کرده است.